# Mikuliczy (przystanek kolejowy)
Mikuliczy (biał. Мікулічы; ros. Микуличи) – przystanek kolejowy w miejscowości Mikuliczy, w rejonie bobrujskim, w obwodzie mohylewskim, na Białorusi. Położony jest na linii Homel - Żłobin - Mińsk.